# Bayanqolu
Bayanqolu (Tiếng Mông Cổ: ᠪᠠᠶᠠᠨᠴᠢᠯᠠᠭᠤ, bảng chữ cái Kirin - Mông Cổ: Баян чулуу, tiếng Trung: 巴音朝鲁 bính âm: Bā yīn cháo lǔ, từ Hán - Việt: Ba Âm Triều Lỗ), sinh tháng 10 năm 1955, một người Mông Cổ, chính khách nước Cộng hòa Nhân dân Trung Hoa. Ông nguyên là Bí thư Tỉnh ủy tỉnh Cát Lâm, Chủ nhiệm Ủy ban Thường vụ Đại hội đại biểu Nhân dân tỉnh Cát Lâm, Bí thư thứ nhất Quân ủy Quân khu Cát Lâm, Ủy viên Ủy ban Trung ương Đảng Cộng sản Trung Quốc khóa XIX, ông là Ủy viên Ủy ban Trung ương Đảng Cộng sản Trung Quốc khóa XVIII, Ủy viên dự khuyết Ủy ban Trung ương Đảng Cộng sản Trung Quốc khóa XVII. Ông từng là Tỉnh trưởng Chính phủ Nhân dân tỉnh Cát Lâm, Chủ tịch Hội nghị Hiệp thương Chính trị Nhân dân tỉnh Cát Lâm, Phó Bí thư chuyên chức Tỉnh ủy tỉnh Cát Lâm, Thường vụ Tỉnh ủy Chiết Giang, Bí thư Thành ủy thành phố Ninh Ba, Phó Tỉnh trưởng Chính phủ Nhân dân tỉnh Chiết Giang, Thường trực Ban bí thư Trung ương Đoàn Thanh niên Cộng sản Trung Quốc, Chủ tịch Hội Liên hiệp Thanh niên Trung Quốc, Chủ nhiệm Đội Thiếu niên Tiên phong Trung Quốc.
Bayanqolu gia nhập Đảng Cộng sản Trung Quốc năm 1976, là Cử nhân Giáo dục Chính trị, Thạc sĩ Kinh tế học.

## Xuất thân và giáo dục
Bayanqolu sinh tháng 10 năm 1955, quê quán tại kỳ Otog Tiền (cấp huyện), địa cấp thị Ordos (thành phố), Khu tự trị Nội Mông Cổ.
Tên của ông ấy là sự kết hợp của từ Mông Cổ: Bayan, nghĩa là "sự giàu có" và từ qolu, nghĩa là "đá". Ông thường được bạn bè và đồng nghiệp gọi đơn giản là Bayin.
Vào tháng 9 năm 1976, ông được kết nạp vào Đảng Cộng sản Trung Quốc.
Từ năm 1980 đến năm 1982, ông học ngành Giáo dục chính trị tại Đại học Sư phạm Nội Mông Cổ, tốt nghiệp Cử nhân. Từ năm 1994 đến năm 1997, ông học sau đại học tại Khoa Quản lý kinh doanh, Đại học Cát Lâm, tốt nghiệp Thạc sĩ Kinh tế.

## Sự nghiệp ban đầu

### Nội Mông Cổ
Năm 1975, khi 20 tuổi, ông được tuyển dụng làm việc tại cơ quan địa phương. Ông làm việc tại tổ chức Đảng, Đảng bộ địa phương tại quê nhà Otog Tiền rồi Minh Ikezhao (địa khu Y Khắc Chiêu, đổi tên thành Địa cấp thị Ordos thành phố năm 2001).
Năm 1982, sau khi tốt nghiệp cử nhân, ông trở về địa khu Ikezhao (Y Khắc Chiêu), giữ chức vụ Trưởng phòng một đơn vị trong Ban Tổ chức Đảng ủy địa khu Ikezhao rồi lần lượt sau đó được bổ nhiệm, bầu nhiệm làm Phó Bí thư Đảng ủy Kỳ Ejin Horo (Y Kim Hoắc Lạc Kỳ cấp huyện), Kỳ trưởng Kỳ Ejin Horo, và Bí thư Đảng ủy Kỳ Ejin Horo, một đơn vị hành chính cấp huyện thuộc Ikezhao.

### Đoàn Thanh niên Cộng sản Trung Quốc
Vào tháng 11 năm 1991, ông được bổ nhiệm làm Phó Bí thư Đoàn Thanh niên Cộng sản Trung Quốc Khu tự trị Nội Mông Cổ, thăng chức thành Bí thư Đoàn Thanh niên Cộng sản Trung Quốc Khu tự trị Nội Mông Cổ và đồng thời là Chủ tịch Hội liên hiệp Thanh niên Khu tự trị Nội Mông Cổ năm 1992, khi hơn 36 tuổi, chức vụ cấp Phó Sảnh.
Năm 1993, ông được điều chuyển tới Bắc Kinh, tại Trung ương Đoàn Thanh niên Cộng sản Trung Quốc, được bầu làm Bí thư Ban Bí thư Trung ương Đoàn Thanh niên Cộng sản Trung Quốc, vị trí thứ năm trong sáu vị Bí thư Thanh niên. Kể từ đó, ông đã làm việc trong Ủy ban Trung ương Đoàn Thanh niên Cộng sản Trung Quốc trong tám năm. Đây cũng là những năm ông được làm việc cùng Lý Khắc Cường, Chu Cường, các lãnh đạo Ủy ban Trung ương Đoàn Thanh niên. Ông công tác dưới sự lãnh đạo của Lý Khắc Cường và Chu Cường, lần lượt giữ chức vụ Thường trực Ban Bí thư Trung ương Đoàn Thanh niên Cộng sản Trung Quốc, Chủ tịch Hội Liên hiệp Thanh niên Trung Quốc, Chủ nhiệm Đội Thiếu niên Tiên phong Trung Quốc.

## Sự nghiệp công tác địa phương

### Chiết Giang
Vào tháng 4 năm 2001, khi 46 tuổi, ông được điều chuyển rời Ủy ban Trung ương Đoàn, chuyển tới Chiết Giang, bổ nhiệm làm Phó Tỉnh trưởng Chính phủ Nhân dân tỉnh Chiết Giang. Vào tháng 12 năm 2003, ông được bổ nhiệm làm Thường vụ Tỉnh ủy tỉnh Chiết Giang, Bí thư Thành ủy thành phố Ninh Ba, đây đều là các chức vụ cấp bậc Phó Tỉnh - Bộ, hàm Thứ trưởng.
Vào tháng 10 năm 2007, ông được bầu làm Ủy viên dự khuyết Ủy ban Trung ương Đảng Cộng sản Trung Quốc tại Đại hội Đảng Cộng sản Trung Quốc lần thứ 17.
Ông công tác tại Chiết Giang từ năm 2001 đến năm 2010. Trong những năm này, là Thường vụ Tỉnh ủy, ông công tác theo chỉ đạo của Tập Cận Bình, Bí thư Tỉnh ủy tỉnh Chiết Giang (2002 - 2007). Khi công tác tại Ninh Ba, gia đình của ông sống ở Bắc Kinh. Ông đã sống một mình trong một khu nhà được chuyển đổi từ một trường tiểu học cũ, cùng Thị trưởng Ninh Ba và các chính trị gia địa phương khác.
Trong nhiệm kỳ của mình tại Ninh Ba, ông đã lãnh đạo phát triển mạnh kinh tế thành phố. Khối lượng vận hành chung của Cảng Ninh Ba đã tăng lên cao hơn so với một cảng nổi tiếng láng giềng là Cảng Thượng Hải, và sau đó trở thành cảng nhộn nhịp nhất thế giới năm 2012. Về kinh tế, tốc độ tăng trưởng kinh tế trung bình tại thời điểm đó là 16,78% hàng năm, với việc Ninh Ba trở thành một trong những thành phố cạnh tranh kinh tế nhất ở Trung Quốc đại lục. Mặc dù là người dân tộc thiểu số, người Mông Cổ, ông được người dân Ninh Ba kính trọng về khả năng lãnh đạo của mình, thường xuyên được nhân dân cảm kích, gọi ông bằng tên: Bí thư Bayin.

### Cát Lâm
Tháng 8 năm 2010, ông được điều chuyển tới Cát Lâm, bổ nhiệm làm Thường vụ Tỉnh ủy, Phó Bí thư Tỉnh ủy tỉnh Cát Lâm. Sau đó, trong tháng 2 năm 2011 được bầu làm Chủ tịch Hội nghị Hiệp thương Chính trị Nhân dân tỉnh Cát Lâm, một chức vụ cấp Chính Bộ, hàm Bộ trưởng. Vào thời điểm đó, một số nhà bình luận cho rằng sự nghiệp chính trị của ông sắp kết thúc, vì Chức vụ Chủ tịch Chính Hiệp tỉnh thường dành cho các chính khách cao tuổi, hầu hết các chính khách sẽ nghỉ hưu sau đó. Tuy nhiên, trong cùng thời điểm, ông cùng ba chính khách với tuổi tác gần tương đương có cùng tình cảnh, là Hà Lập Phong, Chủ tịch Chính Hiệp thành phố Thiên Tân, Vương An Thuận, Chủ tịch Chính Hiệp thành phố Bắc Kinh và Trần Cầu Phát, Chủ tịch Chính Hiệp tỉnh Hồ Nam và cả bốn người không dừng lại mà tiếp tục thăng cấp, chức vụ Chủ tịch Chính Hiệp địa phương là thời điểm bệ phòng.
Vào tháng 11 năm 2012, tại Đại hội Đảng Cộng sản Trung Quốc lần thứ 18, ông được bầu làm Ủy viên Ủy ban Trung ương Đảng Cộng sản Trung Quốc khóa XVIII.
Cùng thời điểm đó, ông được bổ nhiệm làm Phó Bí thư Tỉnh ủy tỉnh Cát Lâm, Quyền Tỉnh trưởng Chính phủ Nhân dân tỉnh Cát Lâm, tạm kế nhiệm Vương Nho Lâm. Tháng 1 năm 2013, ông được bầu làm Tỉnh trưởng Chính phủ Nhân dân tỉnh Cát Lâm tại Đại hội Đại biểu Nhân dân tỉnh Cát Lâm. Vào thời điểm này, có nhiều sự bình luận về việc bầu nhiệm ông. Điều đặc biệt khi ông là người dân tộc thiểu số, xuất phát từ Nội Mông Cổ, rồi Đoàn Thanh niên Cộng sản Trung Quốc, Chiết Giang, trở thành lãnh đạo thứ hai cấp tỉnh.
Vào tháng 8 năm 2014, Vương Nho Lâm được điều chuyển tới Sơn Tây phụ trách chống tham nhũng, ông đã được kế nhiệm và giữ chức Bí thư Tỉnh ủy tỉnh Cát Lâm. Vào tháng 10 năm 2014, ông được bầu kiêm chức vụ Chủ nhiệm Ủy ban Thường vụ Đại hội Đại biểu Nhân dân tỉnh Cát Lâm. Ông cũng mang theo mình sự nghiệp công tác hiếm có khi lần lượt giữ các chức vụ Bí thư Tỉnh ủy, Tỉnh trưởng Chính phủ Nhân dân, Chủ nhiệm Ủy ban Thường vụ Đại hội Đại biểu Nhân dân cấp tỉnh và Chủ tịch Chính Hiệp cấp tỉnh trong thời gian gần 5 năm. Đây là bốn chức vụ cấp Chính Tỉnh - Chính Bộ, hàm Bộ trưởng, bốn vị trí cao cấp nhất tại mỗi đơn vị hành chính cấp tỉnh.
Vào tháng 10 năm 2017, ông được bầu làm Ủy viên Ủy ban Trung ương Đảng Cộng sản Trung Quốc khóa XIX tại Đại hội Đảng Cộng sản Trung Quốc lần thứ 19. Ông là một trong những phụ tá của Tập Cận Bình, khởi nguồn từ Quân Chiết Giang Tập Cận Bình. Ngày 20 tháng 11 năm 2020, ông được miễn nhiệm chức vụ Bí thư Tỉnh ủy, nghỉ hưu, kế nhiệm bởi Cảnh Tuấn Hải.

## Đánh giá
| “                                               | Năm 2020 là năm thứ bảy Bayanqolu giữ chức tổng chỉ huy lãnh đạo tỉnh Cát Lâm. Ông là người người đặc biệt, khi thuộc dân tộc Mông Cổ, trải qua cuộc đời đa dạng từng công tác thanh niên, cơ quan cấp huyện, phát triển kinh tế Ninh Ba, lãnh đạo Cát Lâm. Là một người được nhân dân yêu quý, trực thuộc Quân Chiết Giang Tập Cận Bình, thân cận và phụ tá lãnh tụ. | ” |
| — Vũ Nguyên, Tác phẩm Chính trị Trung Hoa 2020. | |   |